# Spencerville and Elgin Railroad
Die Spencerville & Elgin Railroad (AAR-reporting mark: SPEG) war eine Class-3-Bahngesellschaft (shortline bzw. local railroad), die ab 4. Januar 1978 Güterverkehr im Westen des US-Bundesstaats Ohio erbrachte. Seit 1991 führt sie selbst keinen Bahnbetrieb mehr durch, ist jedoch weiterhin Vertragspartner von Infrastruktureigentümern und Auftraggeber einer anderen Bahngesellschaft.

## Geschichte
Zum 1. April 1976 übernahm die Consolidated Rail Corporation (Conrail) als Auffanggesellschaft den Betrieb sechs insolventer Bahngesellschaften im Nordosten der USA, darunter die Penn Central (PC) und die Erie Lackawanna (EL). Da sich die Streckennetze der vormals konkurrierenden Gesellschaften allerdings überschnitten und zudem zahlreiche nur schwach genutzte Abschnitte umfassten, gelangte nicht die gesamte Infrastruktur der Vorgängergesellschaften zu Conrail. Im Nordwesten von Ohio und in Indiana verzichtete Conrail unter anderem auf die zweigleisige in Ost-West-Richtung verlaufende, bisherige EL-Hauptstrecke von Marion über Lima bis Hammond bei Chicago sowie die PC-Zweigstrecke von Van Wert über Celina nach Ansonia, die die EL-Strecke in Ohio City kreuzte. Der überregionale Güterverkehr der bisherigen EL-Strecke konnte auf andere, aus dem PC-Netz übernommene Verbindungen verlagert werden. Auch regional hatte die United States Railway Association (USRA) in ihren System Plans des entstehenden Conrail-Netzes für diese Strecken nur geringe Bedeutung festgestellt. Auf der EL-Strecke waren 1973 an den sieben westlich von Lima in Ohio gelegenen Bahnhöfen in Summe 414 Güterwagen be- oder entladen worden, 106 davon in Spencerville, 299 in Elgin und sechs in Ohio City. Für die PC-Strecke Van Wert–Ansonia ging die USRA davon aus, dass die gut 1000 pro Jahr in Celina und im südlich gelegenen Coldwater ver- bzw. entladenen Güterwagen auch über eine dort querende Strecke der Norfolk and Western Railway (N&W) befördert werden könnten. In Ohio City waren auf der PC-Strecke 1973 55 Wagen, im zwischen Ohio City und Celina gelegenen Rockford 203 Wagen verzeichnet worden, wobei Ohio City ebenfalls auch durch eine N&W-Strecke erschlossen war.
Zur Unterstützung der regionalen Wirtschaft, insbesondere des Getreideanbaus, mietete jedoch die Ohio Rail Transportation Authority des Bundesstaats Ohio ab 1977 die Infrastruktur zwischen Lima und der Bundesstaatsgrenze zu Indiana von der EL. Ferner wurde der Streckenabschnitt zwischen Ohio City und Rockford für sechs Jahre von der Penn Central angemietet. 1981 erwarb der Bundesstaat die vormals von der EL betriebene Strecke für 380.000 Dollar aus der EL-Insolvenzmasse und verkaufte sie 1982 für denselben Betrag an die Port Authority of Van Wert County und die Port Authority of Allen County.
Als Betreiber und Nutzer der staatseigenen Infrastruktur wurde die Bahngesellschaft Spencerville & Elgin Railroad Company (SPEG) durch vier lokale Frachtkunden gegründet. Sie nahm am 4. Januar 1978 den Schienengüterverkehr zwischen Lima, Ohio City und der Staatsgrenze bei Wren sowie Ohio City und Rockford wieder auf. Wichtigste Frachtgüter waren von Beginn an Getreide und Dünger, die sowohl für die SPEG-Anteilseigner als auch andere Kunden transportiert wurden. Da auch die Fortführung der früheren EL-Strecke im Nachbarbundesstaat Indiana mit der Erie Western Railway einen neuen Betreiber gefunden hatte, beförderte die SPEG zudem auch einige Güterwagen im Durchgangsverkehr zwischen Wren und Lima. Diese Transporte endeten im Dezember 1979, nachdem die Erie Western ihren Betrieb am 30. Juni 1979 eingestellt hatte und ihr Nachfolger, die Chicago and Indiana Railroad, nur bis zum Jahresende 1979 tätig war. Nachdem in Wren selbst keine Frachtkunden existierten, nutzte die SPEG die Strecke zwischen einem Getreidesilo in Glenmore westlich von Ohio City und Wren fortan allenfalls zur Abstellung nicht benötigter Güterwagen. Der Mietvertrag für den schwach genutzten, aber sanierungsbedürftigen Streckenabschnitt von Ohio City nach Rockford lief 1982 ohne Verlängerung aus.
1990 gab die SPEG bekannt, den Bahnbetrieb nicht mehr länger selbst durchführen zu wollen. Daraufhin übernahm im März 1991 die Indiana Hi-Rail (IHRC) die Leistungen als Subunternehmer der SPEG. Im November 1993 beendete die IHRC die Tätigkeit für die SPEG jedoch und meldete im folgenden Jahr Insolvenz an. Die Infrastruktur wurde daraufhin gut zwei Jahre nicht genutzt, ehe die SPEG am 26. März 1996 einen Subunternehmervertrag mit der R. J. Corman Railroad Western Ohio Line (RJCW) abschloss. Die RJCW nahm den Bahnbetrieb schließlich am 20. Mai 1996 wieder auf.
Die SPEG, deren Anteile seit mindestens 1996 vollständig durch die Countrymark Cooperative aus Indianapolis gehalten werden, besteht weiterhin als Unternehmen ohne operativen Geschäftsbetrieb. Sie ist Vertragspartner der beiden Streckeneigentümer und Auftraggeber der RJCW.

## Infrastruktur
Mit Betriebsaufnahme mietete die SPEG vom Bundesstaat Ohio die rund 65 km lange vormalige EL-Strecke zwischen Lima, Spencerville, Elgin, Ohio City, Glenmore, Wren und der Bundesstaatsgrenze zu Indiana sowie den etwa 9,5 km langen Streckenabschnitt von Ohio City nach Rockford. Während die Zweigstrecke eingleisig war, lagen auf der EL-Strecke nahezu durchgehend zwei Gleise. Die SPEG nutzte nur eines der Gleise und ließ das zweite Gleis ab den 1980er-Jahren schrittweise abbauen.
In Lima bestand Anschluss an Conrail-Strecken, in Ohio City zu einer querenden Nebenstrecke der N&W. Letztere wurde 1989 durch Indiana Hi-Rail übernommen und mit deren Insolvenz stillgelegt und abgebaut. Westlich von Wren bestand bis 1979 eine Verknüpfung zur Strecke der Erie Western bzw. Chicago and Indiana Railroad. In Wren standen keine Nebengleise zur Verfügung; der Wagentausch zwischen SPEG und den in Indiana tätigen Bahngesellschaften erfolgte daher über Gleiswechsel der zweigleisigen Strecke.
Die seit 1996 als SPEG-Subunternehmer tätige RJCW war seit den ersten Jahren des 21. Jahrhunderts kaum mehr westlich von Elgin tätig. Der zuletzt dort verbliebene regelmäßige Kunde, der Betreiber eines Getreidesilos in Glenmore, hatte seine Bahnverladung an sein Silo in Elgin verlagert. Im Sommer 2010 ließen die Streckeneigentümer die Gleise zwischen Elgin, Ohio City, Glenmore und der Staatsgrenze bei Wren abbauen.

## Verkehr
Die SPEG beförderte vor allem Getreide und Düngemittel. Landhandelsunternehmen ver- und entluden in Spencerville, Elgin, Ohio City, Glenmore und Rockford; in Spencerville wurde ferner ein Kunststoffverarbeiter beliefert.

## Fahrzeuge
Bei Betriebsaufnahme stand der SPEG eine ALCO-Diesellokomotive des Typs S-4 zur Verfügung, die sie von der Penn Central-Tochtergesellschaft Pittsburgh and Lake Erie Railroad erworben hatte. Vereinzelt mietete die SPEG 1978 und 1979 eine Lokomotive der Erie Western als Verstärkung. 1984 erwarb die SPEG zudem zwei ALCO RS-3 der Vermont Railway, die die schwächere S-4 ablösten und 1991 an Indiana Hi-Rail weitergegeben wurden. Zudem besaß die SPEG 50 gedeckte Güterwagen (covered hoppers) für den Getreidetransport.
Zur Wartung und Abstellung der Fahrzeuge betrieb die SPEG ein kleines Depot in Ohio City, das 1991 an Indiana Hi-Rail übergeben, nach deren Auflösung jedoch nicht weiter genutzt wurde.